# Espuri Servili Prisc
Espuri Servili Prisc (en llatí: Spurius Servilius Priscus) va ser un magistrat romà. Formava part de la gens Servília, i era de la família dels Servili Prisc.
Va ser censor l'any 378 aC junt amb Quint Cleli Sícul. Com que aquest Servili no va portar el sobrenom de Fidenat probablement no devia ser descendent del conqueridor de Fidenes Quint Servili Prisc Fidenat.